# Revolution (Flogging Molly)
Revolution è un singolo del gruppo musicale celtic punk Flogging Molly, pubblicato nel 2011.

## Tracce
1. Revolution – 3:13
2. A Prayer For Me In Silence (versione acustica) – 1:54

iTunes version
1. Revolution – 3:13